# Hemisotidae
Hemisotidae је фамилија жаба која се састоји само од једног рода Hemisus. 

## Кратак опис
Насељава тропске саване и Африку. Њушком, која је у облику лопате, копају јаме у песковитом земљишту и ту полажу и јаја пред сам крај сушне сезоне. Наступањем сезоне киша, рупе бивају потопљене па пуноглавци испливају и остају у тим привременим базенима завршавајући метаморфозу. Активне су током кишне сезоне. Из сконишта излазе ноћу да се хране. Током сушне сезоне се скривају у дубоке рупе где естивирају.

## Величина
Од 25 до 80 мм 

## Станиште
Насељавају отворене и шумовите саване са пешчаним земљиштима. 

## Распрострањеност
Насељава тропске саване и Африку од Етиопије у западној Африци до Јужноафричке републике, од нивоа мора до 1800 мнв.

## Систематика и конзервациони статус
РодHemisus обухвата 9 врста:
- Hemisus barotseensis - Без података
- Hemisus brachydactylus- Без података
- Hemisus guineensis- Најмање забрињавајуће
- Hemisus guttatus - Ризичне
- Hemisus marmoratus- Најмање забрињавајуће
- Hemisus microscaphus - Најмање забрињавајуће
- Hemisus olivaceus- Најмање забрињавајуће
- Hemisus perreti - Без података
- Hemisus wittei - Без података